# قرار مجلس الأمن التابع للأمم المتحدة رقم 1077
قرار مجلس الأمن التابع للأمم المتحدة رقم 1077، المعتمد في 22 تشرين الأول / أكتوبر 1996، بعد إعادة التأكيد على القرارات 937 (1994)، 1036 (1996) و1065 (1996) بشأن جورجيا، أنشأ المجلس مكتب حقوق الإنسان في سوخومي، جورجيا كجزء من بعثة مراقبي الأمم المتحدة في جورجيا.
وبعد أن كرر مجلس الأمن دعمه لسلامة أراضي جورجيا وسيادتها، نظر مجلس الأمن في تقرير قدمه الأمين العام وقرر أن يكون مكتب حقوق الإنسان المنشأ حديثاً تحت سلطة رئيس بعثة مراقبي الأمم المتحدة في جورجيا. تم تفويضها لمساعدة شعب أبخازيا. وكان من المقرر تحديد أولويات البرنامج من المشاورات مع الأمين العام وحكومة جورجيا، كما كان من المقرر متابعة ترتيبات المتابعة مع منظمة الأمن والتعاون في أوروبا.
تم اعتماد القرار بأغلبية 14 صوتًا، مع امتناع دولة واحدة عن التصويت من الصين، التي قالت إن إنشاء مكتب حقوق الإنسان هو خارج اختصاصات مجلس الأمن، ولا ينبغي أن يشكل سابقة لبعثات حفظ السلام المستقبلية.

## روابط خارجية
- نص القرار في undocs.org